# Peptoniphilus
Peptoniphilus è un genere di batterio appartenente alla famiglia delle Peptostreptococcaceae.